# Оскар Обюшон
Оскар Обюшон (англ. Oscar Aubuchon, нар. 1 січня 1917, Сент-Іасент — пом. 10 вересня 1970, Сент-Іасент) — канадський хокеїст, що грав на позиції лівого нападника.

## Ігрова кар'єра
Професійну хокейну кар'єру розпочав 1938 року.
Протягом професійної клубної ігрової кар'єри, що тривала 10 років, захищав кольори команд «Бостон Брюїнс», «Нью-Йорк Рейнджерс», «Піттсбург Горнетс», «Нью-Гейвен Іглс», «Клівленд Баронс», «Провіденс Редс», «Баффало Бізонс», «Герші Берс» та «Сент-Луїс Флаєрс».